# Robe à l'anglaise

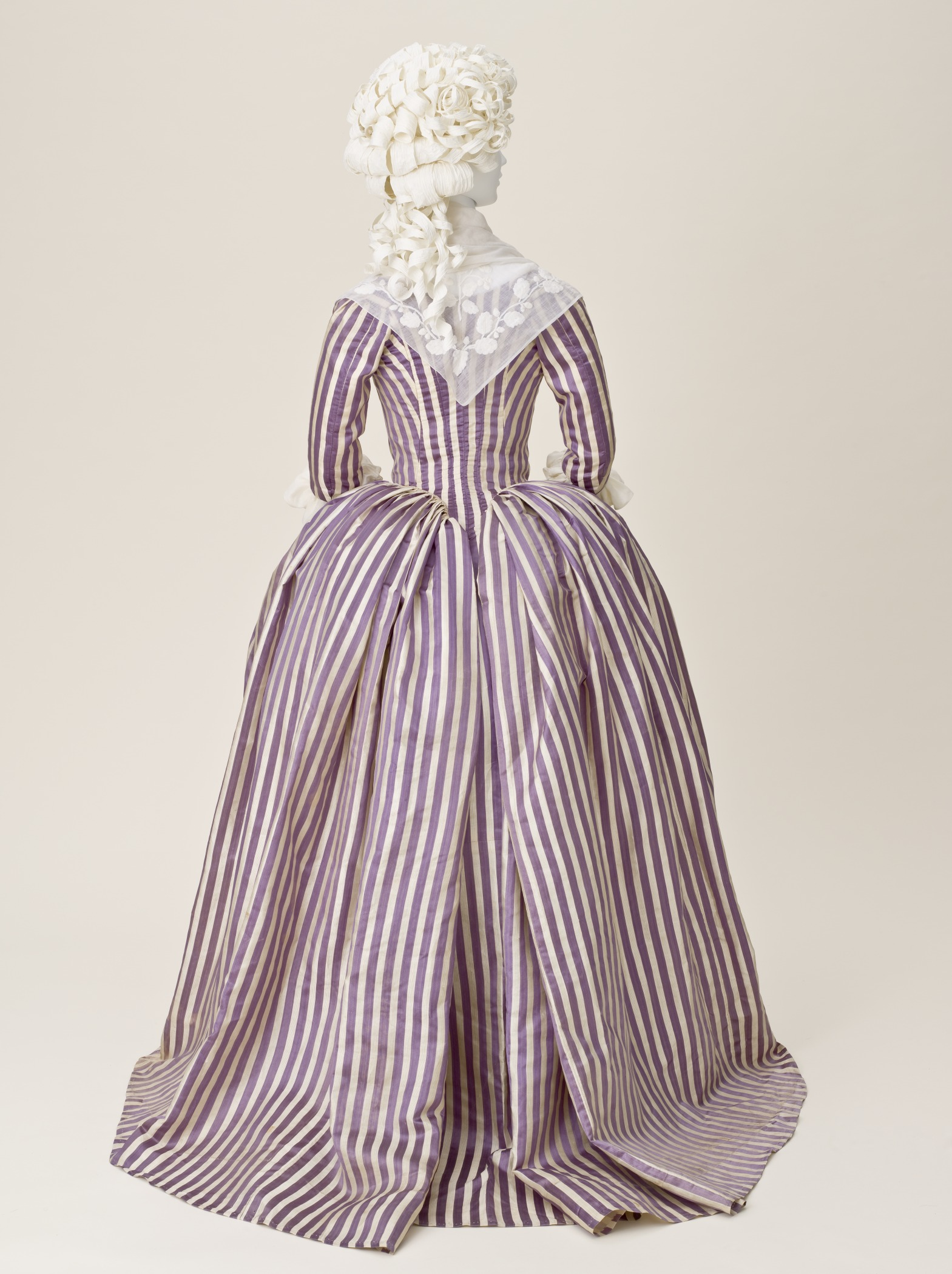
Robe à l'anglaise van paars en wit gestreepte zijde, gezien van de achterkant. Frankrijk, 1785-1790. Los Angeles County Museum of Art, M.2007.211.931

Een robe à l'anglaise was een vrouwenkledingstuk uit de 18e eeuw. Net als bij de vroegere mantua waaruit hij ontstond, heeft de achterkant van de japon plooien vanaf de schouder, die dichtgestikt zijn om het lijfje bij het lichaam te laten aansluiten en vol uit te lopen in de rok. In de jaren 1770 werden de plooien smaller en lagen zij dichter bij het midden van het rugpand; rond 1780 waren zij nagenoeg verdwenen en werden de rok en het lijfje apart geknipt. De japon was open aan de voorkant en liet een bijpassende of contrasterende onderrok zien, en had halflange mouwen die waren afgezet met aparte volants die 'engageantes genoemd werden.